# The Arizona Republic
The Arizona Republic este un ziar american înființat în anul 1890 sub numele The Arizona Republican. Din anul 2000, ziarul este deținut de compania media Gannett Company. The Arizona Republic este destinat în principal publicului din statul Arizona.
Ziarul este prezent online din anul 1995.
În luna mai 2008, The Arizona Republic avea un tiraj de 413.332 exemplare zilnic, fiind pe locul 10 în topul ziarelor din Statele Unite, după Houston Chronicle.